# Inácio Pinto de Almeida Castro
Inácio Pinto de Almeida Castro (Natal, 30 de agosto de 1766 – Jaboatão dos Guararapes, 1827 foi um religioso brasileiro.
Filho de Manoel Pinto de Castro e de Francisca Antônia Teixeira.
Foi eleito deputado brasileiro às Cortes de Lisboa pela Província de Pernambuco, participando da elaboração da primeira Constituição brasileira a de 1822, e também da legislatura brasileira (1826-29).